# Maurice Wilson

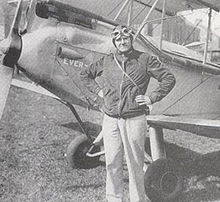
Maurice Wilson lângă avion înainte de a zbura.

Maurise Wilson (n. 21 aprilie 1898, Bradford, Anglia, Regatul Unit al Marii Britanii și Irlandei – d. 1 iunie 1934, Everest, Regiunea autonomă Tibet, Republica Populară Chineză) a fost un militar britanic,  mistic, alpinist și aviator care este cunoscut pentru încercarea lui de a urca singur Muntele Everest în 1934. Des caracterizat ca „excentric”, el dorea să urce Everestul ca platformă de promovare a credinței sale că bolile lumii ar putea fi rezolvate printr-o combinație de post și credință în Dumnezeu. Maurice  Wilson a zburat din Marea Britanie până în India și a intrat în Tibet la înălțimea de 6.920 de metri. Din păcate, el a murit încercând să urce muntele, cadavrul său fiind găsit anul următor de o expediție britanică.